# Ampflwang im Hausruckwald
Ampflwang im Hausruckwald ist eine im Hausruckviertel im Bezirk Vöcklabruck in Oberösterreich gelegene Marktgemeinde mit 3412 Einwohnern (Stand 1. Jänner 2024). Der zuständige Gerichtsbezirk ist Vöcklabruck.

## Geografie

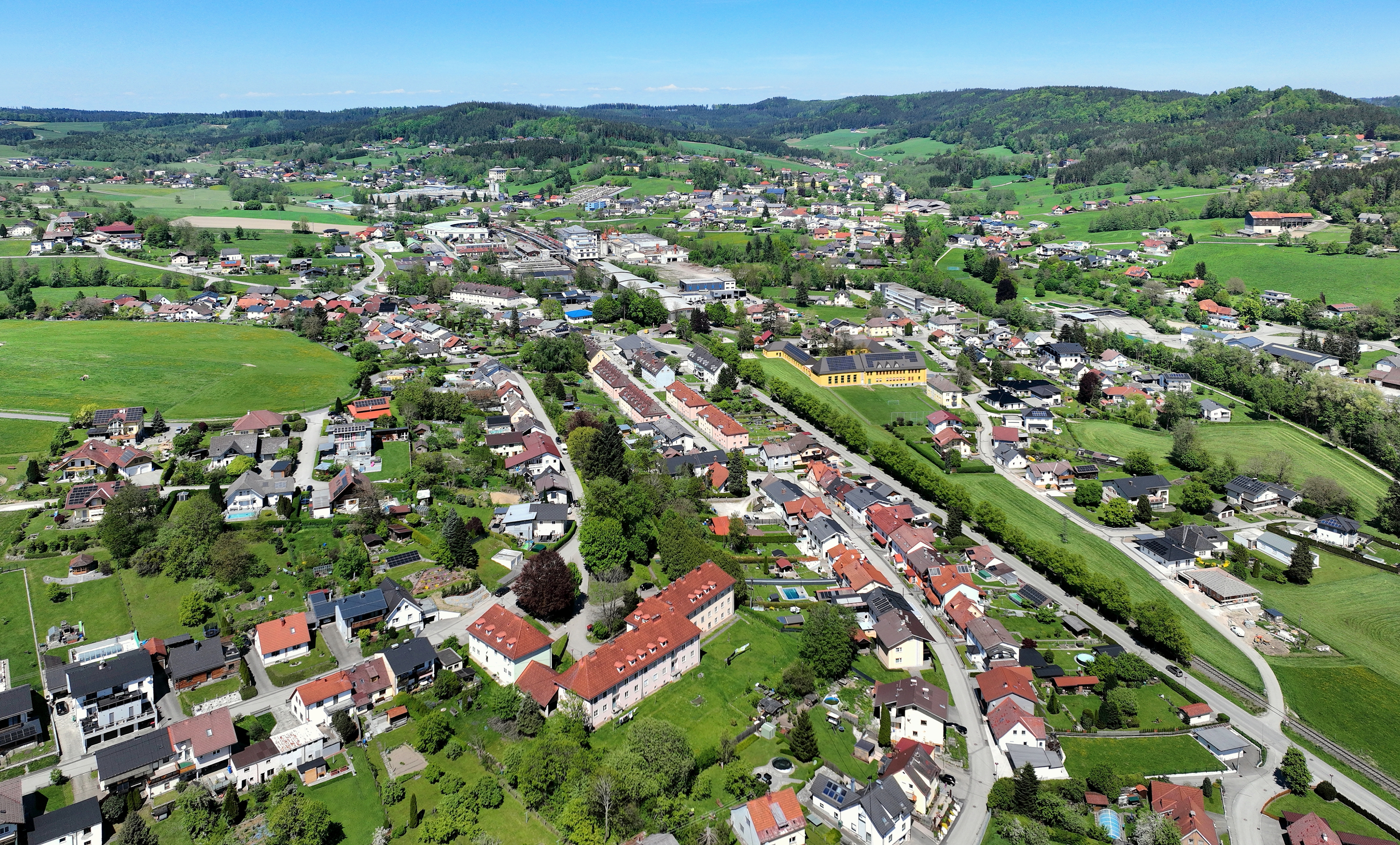
Südansicht von Ampflwang

Ampflwang im Hausruckwald liegt am Südhang des Hausruckwaldes, in dem durch niedrige Hügelketten gebildeten, von Süd nach Nord verlaufenden Tal des Ampflwangbaches. Die Ausdehnung beträgt von Nord nach Süd 5,9 und von West nach Ost 6 Kilometer. Die Gemeinde hat eine Fläche von 20,57 Quadratkilometer. Davon sind 28 Prozent landwirtschaftliche Nutzfläche und 58 Prozent sind bewaldet.

### Gemeindegliederung
Das Gemeindegebiet umfasst folgende 18 Ortschaften (in Klammern Einwohnerzahl Stand 1. Jänner 2024):
- Aigen (186)
- Ampflwang (1214)
- Buchleiten (270)
- Eitzing (8)
- Hinterschlagen (96)
- Innerleiten (36)
- Lukasberg (123)
- Ort (120)
- Rabelsberg (126)
- Rödleiten (100)
- Schachen (162)
- Scheiblwies (78)
- Schmitzberg (82)
- Siedlung (572)
- Vorderschlagen (61)
- Waldpoint (95)
- Wassenbach (75)
- Wörmansedt (8)

Die Gemeinde ist deckungsgleich mit der Katastralgemeinde Ampfelwang.

### Nachbargemeinden
|                          | Eberschwang (RI)                            |                     |
| Frankenburg am Hausruck  | Kompassrose, die auf Nachbargemeinden zeigt | Ottnang am Hausruck |
| Neukirchen an der Vöckla | Puchkirchen am Trattberg                    | Zell am Pettenfirst |

## Geschichte

### Ortsgeschichte
Der Ort wurde im Jahr 1169 erstmals urkundlich erwähnt und war bis zur Entdeckung der Braunkohle um 1766 eine bäuerliche Siedlungsgemeinschaft. 1809 fällt Ampflwang, wie das übrige Hausruckviertel auch, im Zuge der Napoleonischen Kriege an Bayern, wo es bis 1814 bleibt.
Da die Braunkohle und damit verbunden die Wolfsegg-Traunthaler Kohlenwerks AG, die den Kohleabbau in der Gemeinde betrieben hat, immer mehr an Bedeutung gewann, stieg nach dem Ersten Weltkrieg die Zahl der Einwohner auf über 2000. Die Folge war die Umstellung von einer bäuerlichen auf eine industrielle Erwerbsstruktur. Ampflwang wurde im Jahre 1969 aufgrund seiner wirtschaftlichen Bedeutung im Hausruckgebiet zum Markt erhoben. Gleichzeitig wurde das Recht zur Führung des Gemeindewappens verliehen. In den 1970er Jahren erreichte die Gemeinde eine Bevölkerungszahl von über 4000 Menschen. Bereits im Jahr 1961 erfolgte der Beschluss des Gemeinderates, Ampflwang zur Fremdenverkehrsgemeinde zu erklären. Seit dieser Zeit wandelte sich der Industrieort zu einer Tourismusgemeinde und ist heute vor allem für sein Engagement im Reittourismus bekannt.
Bedingt durch die weitgehende Auskohlung, des Auslaufens von Abnahmeverträgen, aber auch der Tatsache, dass die Gestehungskosten der Ampflwanger Kohle über den Weltmarktpreisen lagen, erfolgte im Jahr 1995 die Liquidierung des Bergbaubetriebes. Ein weiterer kleiner, im Tagebau betriebener Abbaubetrieb, wurde inzwischen geschlossen.

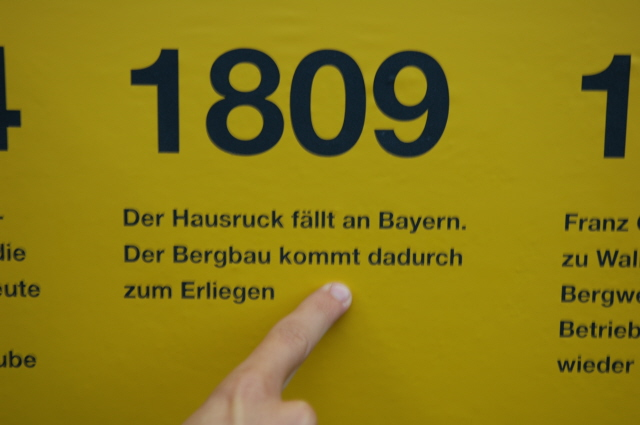
Information auf einer Zeittafel der Landesausstellung „Kohle und Dampf“ 2006 in Ampflwang.

Im Jahr 2006 war Ampflwang der Hauptaustragungsort der Oberösterreichischen Landesausstellung.

### Bevölkerungsentwicklung
In der Zeit, als der Braunkohlebergbau noch im Hausruckviertel herrschte, zogen viele Menschen nach Ampflwang, da sie dort eine zwar nicht leichte, aber gut bezahlte Arbeit im Bergbau finden konnten. Bei der Volkszählung 1961 erreichte Ampflwang mit 3.965 Einwohnern den bisherigen Höchststand. Nachdem die WTK am 25. Mai 1995 aus wirtschaftlichen Gründen die Schließung des Werks in Ampflwang beschloss, zählt die Gemeinde heute aufgrund der damit verbundenen Abwanderung rund 14,6 Prozent weniger Einwohner.

## Kultur und Sehenswürdigkeiten

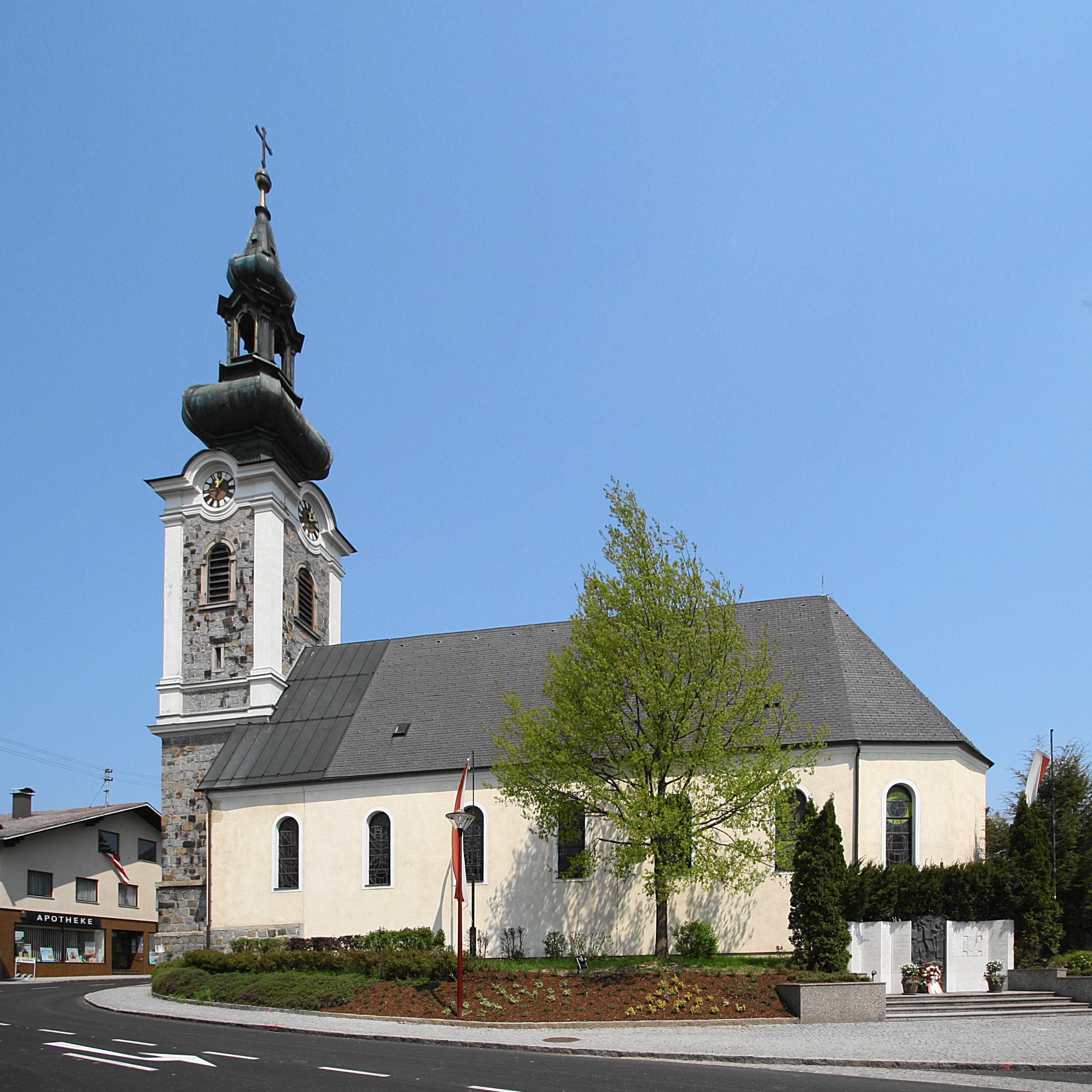
Pfarrkirche Ampflwang

- Katholische Pfarrkirche Ampflwang Hl. Martin

- Eisenbahn- und Bergbaumuseum Ampflwang:

Das Museum gliedert sich in den Bergbauteil, der sich vorwiegend in der ehemaligen Zentralsortierungsanlage befindet, und in den Eisenbahnteil, der auch als Lokpark Ampflwang bezeichnet wird. Das Museum wird von der Österreichischen Gesellschaft für Eisenbahngeschichte mit einer umfangreichen Sammlung von Lokomotiven betrieben. Das Eisenbahn- und Bergbaumuseum war der Hauptaustragungsort der oberösterreichischen Landesausstellung 2006 „Kohle und Dampf“. Die ehemalige Ampflwanger Bahn wird in den Sommermonaten als Museumsbahn und Zubringer zum Museum betrieben.
- Kulturpark Ampflwang:

Im Zentrum der Anlage liegt der Kohlebrecher Buchleiten. Dieser wurde vollständig umgebaut und verwandelte sich von einer historisch bedeutenden Industrieanlage in ein modernes Veranstaltungszentrum. Hier finden Vernissagen und Ausstellungen bekannter regionaler Künstler statt. Der Brecher beherbergt seit 2010 auch das Oberösterreichische Landes-Bergbauarchiv (Außenstelle des Oberösterreichischen Landesarchivs). Das Archiv bewahrt industrie-, wirtschafts- und sozialgeschichtlich relevante Unterlagen des OÖ. Braunkohlebergbaus.

## Wirtschaft und Infrastruktur
Die Marktgemeinde Ampflwang war vor allem von der Landwirtschaft, aber seit Mitte des 18. Jahrhunderts auch vom Bergbau geprägt. Ab dem Ende des 20. Jahrhunderts und dem Niedergang der Braunkohlenproduktion schuf sich der Ort ein weiteres Standbein mit dem Tourismus. Begründer des Reittourismus in Ampflwang war Josef Mayr mit dem Reitzentrum Hausruckhof. Ampflwang, das sich auch als „Dorf der 607 Pferde“ präsentiert, ist heute weit über die Grenzen Österreichs als „Reiterdorf“ bekannt und genießt unter Reitfreunden einen hohen Bekanntheitsgrad wegen seiner zahlreichen Reitwege eines großen Islandpferdegestüts.
Durch die Ansiedlung eines Robinson-Ferienclubs (seit 2018 Aldiana) gelang es, die Zahl der Nächtigungen zu vervielfachen. Die Gemeinde hält heute bei weit über 100.000 Nächtigungen jährlich und zählt damit zu den größten Tourismusgemeinden des Bundeslandes, was auch die Einstufung in die Tourismusklasse A seit 1999 bestätigt. Auch der Ausflugs- und Tagestourismus hat sich in den letzten Jahren durch die Betriebsgründungen des Pferdehofs Koaser Minerl, des Hausruckparks und der Österreichischen Gesellschaft für Eisenbahngeschichte (ÖGEG) stark entwickelt.
Neben dem Tourismus konnte auch das übrige Gewerbe durchwegs positive Entwicklungen vermelden.

### Verkehr
Ampflwang liegt an der B143 (Hausruck Straße) zwischen Vöcklabruck und Ried im Innkreis. Die ÖBB-Postbus-Linie 706 verbindet Ampflwang von Montag bis Samstag mit der Westbahnstrecke in Vöcklabruck. Die zusätzliche Buslinie 708 verkehrt lediglich an Werktagen, ebenso wie die Linie 852 nach Ried im Innkreis.
In das Ortsgebiet führt die von Timelkam kommende Ampflwanger Bahn.
Seit 1996 wird diese ehemalige Industriestrecke von der Österreichischen Gesellschaft für Eisenbahngeschichte als Museumsbahn betrieben und ist damit nicht Teil des öffentlichen Bahnverkehrs.

### Bildung
- Volksschule Ampflwang
- Neue Mittelschule Ampflwang mit Schwerpunkt Informatik
- Zweigstelle der Landesmusikschule Ottnang am Hausruck
- Nebenstelle der Volkshochschule Vöcklabruck
- Gemeinde- und Schulbücherei
- Katholisches Bildungswerk

### Sicherheit

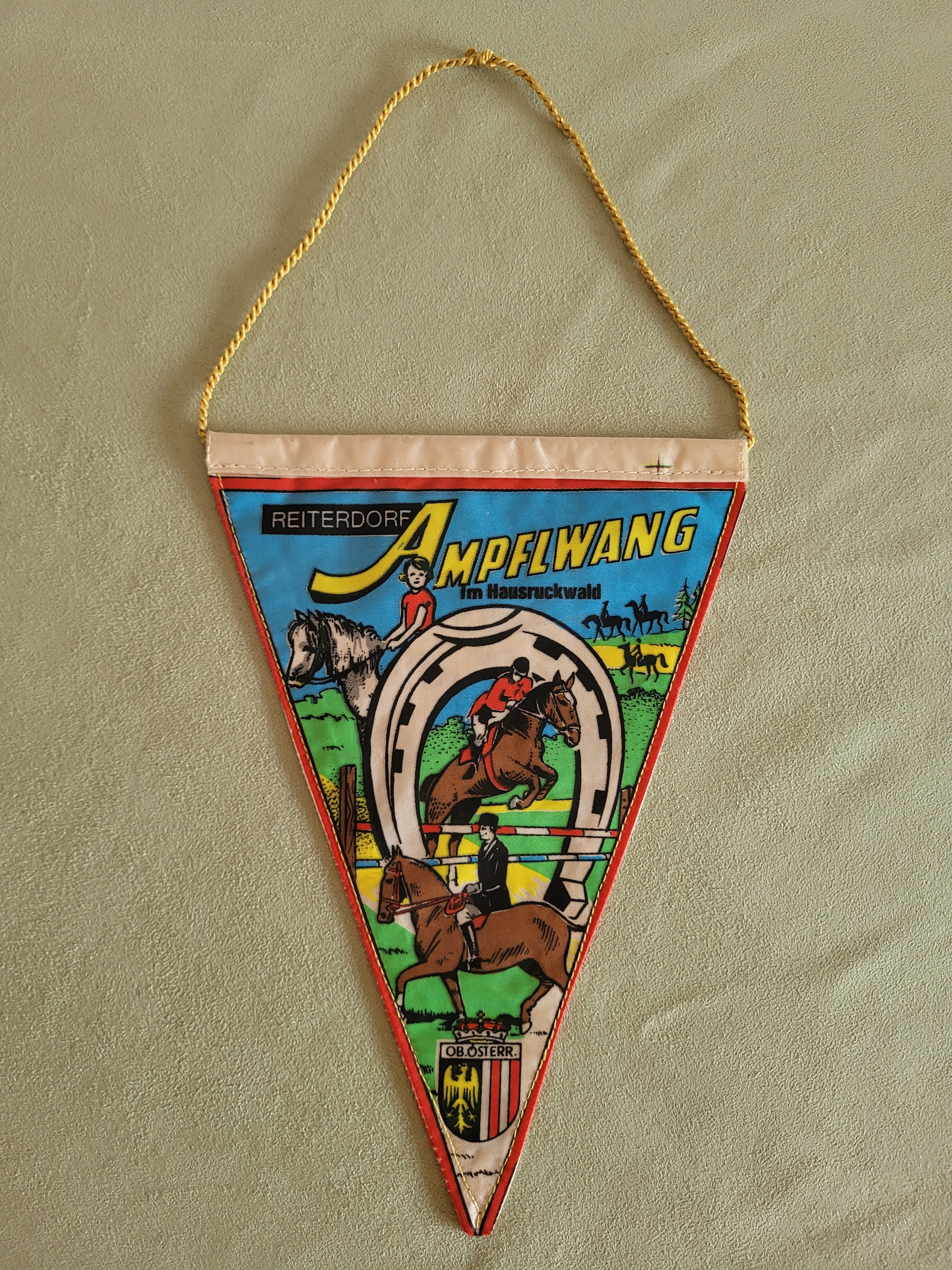
Wimpel der Marktgemeinde Ampflwang, Juli 1985

In Ampflwang befindet sich eine Polizeiinspektion. Die Freiwilligen Feuerwehren Ampflwang, Aigen und Schlagen sorgen für den abwehrenden Brandschutz und die allgemeine Hilfe, insbesondere im Gemeindegebiet. Die Feuerwehr Aigen pflegt seit der Feuerwehr-Olympiade im Juli 1985 in Vöcklabruck partnerschaftliche Beziehungen zur deutschen Freiwilligen Feuerwehr Beselich-Obertiefenbach. Seit dem Jahr 2007 gibt es auch eine Betriebsfeuerwehr der ÖGEG GmbH.

### Sport
- ASKÖ Oberbank Ampflwang
- Skiclub Ampflwang

## Politik

### Gemeinderat
Der Gemeinderat hat 25 Mitglieder.
- Mit den Gemeinderats- und Bürgermeisterwahlen in Oberösterreich 2009 hatte der Gemeinderat folgende Verteilung: 13 SPÖ, 7 ÖVP, 4 FPÖ und 1 BZÖ.
- Mit den Gemeinderats- und Bürgermeisterwahlen in Oberösterreich 2015 hatte der Gemeinderat folgende Verteilung: 13 SPÖ, 7 ÖVP und 5 FPÖ.
- Mit den Gemeinderats- und Bürgermeisterwahlen in Oberösterreich 2021 hat der Gemeinderat folgende Verteilung: 14 SPÖ, 7 ÖVP und 4 FPÖ.[5]

### Bürgermeister
Bürgermeister seit 1850 waren:
- 1850–1858 Joseph Mayringer
- 1858–1861 Franz Innesberger
- 1861–1864 August Mayr
- 1864–1867 Josef Plötzeneder
- 1867–1870 Josef Nähmer
- 1870–1873 Anton Stokinger
- 1873–1876 Josef Kinast
- 1876–1879 Anton Brand
- 1879–1882 Josef Haas
- 1882–1885 Josef Plötzeneder
- 1885–1894 August Mayr
- 1894–1897 Josef Hochreiner
- 1897–1901 Josef Haas
- 1901–1903 Josef Plötzeneder
- 1903–1907 Leopold Mühringer
- 1907–1909 Franz Nöhammer
- 1909–1910 Karl Kienast
- 1910–1912 Anton Kienast
- 1912–1916 Josef Hötzinger
- 1916–1919 Josef Plötzeneder
- 1919–1924 Anton Brand
- 1924–1925 Josef Wambacher
- 1925–1927 Josef Huemer
- 1927–1929 Franz Eberl
- 1929–1934 Franz Huemer
- 1934–1934 Ludwig Irresberger
- 1934–1934 Franz Harringer
- 1934–1938 Albert Plötzeneder
- 1938–1942 Josef Braumann
- 1942–1943 Johann Pachinger
- 1943–1943 Franz Enser
- 1943–1945 Franz Redlinger
- 1945–1945 Paul Neulentner
- 1945–1945 Johann Doppler
- 1945–1945 Paul Neulentner
- 1945–1968 Johann Doppler
- 1968–1997 Roland Kaltenbrunner
- 1997–2015 Rosemarie Schönpass
- 2015–2021 Monika Pachinger (SPÖ)[7]
- seit 2021 Christian Kienast (SPÖ)

### Wappen
Blasonierung: Von Gold und Schwarz geteilt; oben aus der Teilungslinie eine grüne, aufrecht stehende Eichel an zweiblättrigem Stiel; unten ein goldener Dreiberg, belegt mit schwarzem, schräggekreuztem Hammer und Schlegel. Die Gemeindefarben sind Schwarz-Gold-Grün.
Die grüne Farbe bezeugt die Lage Ampflwangs in waldreicher Umgebung. Das schwarze Feld, der gekreuzte Hammer und Schlegel stehen für den Kohlebergbau. Die Eichel mit dem Eichenlaub ist dem Stammwappen der Khevenhüller entnommen, den ehemaligen Grundherren über einen Teil Ampflwangs.

## Persönlichkeiten

### Söhne und Töchter der Gemeinde
- Max Mairinger (1898–1972), Finanzangestellter, Politiker und Abgeordneter zum Nationalrat
- Alois Kaltenbrunner (1901–1966), ehem. Abgeordneter zum oberösterreichischen Landtag (SPÖ), Gewerkschaftsfunktionär
- Roland Kaltenbrunner (1932–2020), Gewerkschaftsfunktionär, Politiker (SPÖ) und Bürgermeister von Ampflwang im Hausruckwald
- Franz Gasselsberger (* 1959), österreichischer Bankmanager
- Susanne Raab (* 1984), Bundesministerin für Frauen, Familie, Jugend und Integration im Bundeskanzleramt

### Personen mit Verbindung zu Ampflwang
- Rosemarie Schönpass (* 1952), Altbürgermeisterin (1997–2015) und ehemalige SPÖ-Nationalratsabgeordnete